# Torneo de Seúl 2012
El KDB Korea Open 2012 es un torneo de tenis que pertenece al WTA Tour 2012 en la categoría WTA International. El torneo se disputará en la ciudad de Seúl, Corea del Sur, desde el 17 de septiembre hasta el 23 de septiembre de 2012 sobre canchas duras.

## Cabezas de serie
| Tenista             | Ranking | No. |
| Caroline Wozniacki  | 11      | 1   |
| María Kirilenko     | 14      | 2   |
| Kaia Kanepi         | 16      | 3   |
| Nadia Petrova       | 18      | 4   |
| Julia Görges        | 21      | 5   |
| Varvara Lepchenko   | 22      | 6   |
| Klára Zakopalová    | 28      | 7   |
| Yekaterina Makarova | 29      | 8   |

- Los cabezas de serie, están basados en el ranking WTA del 10 de septiembre de 2012.

## Campeonas

### Individual Femenino
Caroline Wozniacki venció a  Kaia Kanepi por 6-1, 6-0.

### Dobles Femenino
Raquel Kops-Jones /  Abigail Spears vencieron a  Akgul Amanmuradova /  Vania King 2-6 6-2 10-8